# Patrick Verplancke
Patrick Verplancke (* 26. Oktober 1962 in Varsenare) ist ein ehemaliger belgischer Radrennfahrer.

## Sportliche Laufbahn
Verplancke war im Straßenradsport aktiv. Als Amateur gewann er die Trophée des Flandres 1980 (2. Platz 1981), den Circuit du Westhoek 1983, den Kattekoers 1984 und 1985, Brüssel–Opwijk 1985. 1983 wurde er Zweiter bei Troyes-Dijon. Im De Kustpijl 1989 wurde er Dritter.
Von 1986 bis 1990 war er Berufsfahrer. 1986 siegte er im Grand Prix Waregem und auf einer Etappe der Tour du Loir-et-Cher. In der Vuelta a España 1985, die er für das Radsportteam Fangio-Ecoturbo bestritt, kam er nicht ins Ziel.